# Muzeum Regionalne w Pleszewie
Muzeum Regionalne w Pleszewie – muzeum z siedzibą w Pleszewie. Placówką jest miejską jednostką organizacyjną

## Historia
Początki pleszewskiego muzealnictwa sięgają 1912 roku, kiedy to dzięki staraniom ks. Kazimierza Niesiołowskiego na Wystawie Przemysłowej w Pleszewie pokazano kolekcję eksponatów historycznych i etnograficznych. Zbiory te stały się zaczątkiem wystawy Muzeum Regionalnego, które funkcjonowało w latach 1918–1939 (z przerwą w latach 1928–1934). Pierwszą siedzibą muzeum był Dom Oświatowy im. Adama Mickiewicza przy ul. Sienkiewicza 39, a od 1934 roku kolekcję przeniesiono do nowo powstałego Domu Parafialnego im. ks. Piotra Skargi. Podczas II wojny światowej zbiory zaginęły.
Do idei powołania muzeum powrócono w latach 60. XX wieku. Wówczas to Muzeum Narodowe w Poznaniu utworzyło w domu intendenta przy bramie zespołu zamkowo-parkowego w Gołuchowie Muzeum Regionalne Ziemi Pleszewskiej. Działało ono do czasu przekazania obiektu Ministerstwu Rolnictwa. Zgromadzone zbiory zostały przekazane w depozyt poznańskiemu muzeum.
W 1976 roku do organizacji muzeum przystąpiły władze miejskie Pleszewa. W tym celu zakupiono położony przy ul. Poznańskiej 34 budynek dawnego zajazdu pocztowego, pochodzący z lat 30. XIX wieku. Organizację placówki powierzono powołanemu w 1980 roku Pleszewskiemu Towarzystwu Kulturalnemu. Towarzystwo rozpoczęło akcję gromadzenia eksponatów oraz organizowanie wystaw w Pleszewskim Domu Kultury. Jednocześnie, w latach 1976–1985 na terenie Pleszewa, Pacanowic oraz Brzezia prowadzone były wykopaliska archeologiczne. Wiele ze znalezisk zasiliło kolekcję muzeum, przekazano tam również zbiory eksponowane wcześniej w Gołuchowie. Sama placówka została otwarta w październiku 1983 roku, wpisując się w obchody 700-lecia Pleszewa. Pierwszym dyrektorem muzeum został Jerzy Szpunt – artysta plastyk i regionalista.
W 1984 roku w muzeum otwarto wystawę prac Mariana Bogusza, będącą obecnie największym zbiorem prac artysty. Ponadto eksponowana jest stała wystawa archeologiczna pt. "Z pradziejów Pleszewa i okolic", ukazująca znaleziska pochodzące z okresu od epoki brązu i żelaza (kultury: łużycka i przeworska) po średniowiecze. Placówka regularnie organizuje również wystawy czasowe z zakresu historii oraz sztuki.
Muzeum jest obiektem całorocznym, czynnym od wtorku do soboty. Wstęp jest płatny z wyjątkiem sobót (wstęp wolny).